# Kirti Kulhari
Kirti Kulhari est une actrice indienne et mannequin pour la publicité. Elle apparaît dans les films de Bollywood,. Après avoir obtenu un diplôme de journalisme et de communication de masse[Quoi ?], Kirti Kulhari fait ses débuts d'actrice dans un film d'Odia[Quoi ?] Dharini en 2002. Sa première apparition à Bollywood est dans le film Khichdi: The Movie en 2010, suivie d'un rôle dans Shaitaan en 2011. Elle apparait ensuite dans des films à succès tels que Pink (2016), Uri: The Surgical Strike (2019) et Mission Mangal (2019). Ces deux derniers se classent parmi les films de Bollywood les plus rentables.

## Vie privée
Kulhari est né et a grandi à Bombay. Sa famille est originaire du district de Jhunjhunu dans la région du Rajasthan. Kirti Kulhari épouse Saahil Sehgal en 2016.

## Carrière d'actrice
Kirti Kulhari commence sa carrière au théâtre etdans des publicités à la télévision. Elle participe à un atelier de théâtre d'un mois dans un groupe de théâtre hindi appelé Yatri. Elle travaille ensuite sur trois pièces : Chinta Chod Chintamani avec le groupe Yatri, Shehenshah d'Azeemo avec AK Various productions et une adaptation en hindi de Sakharaam Binder avec le groupe Yatri. Kirti Kulhari est le visage de nombreuses publicités télévisées : Lotus Mutual Funds, Travel Guru, Videocon Air Conditioners, Parachute Gorgeous Hamesha Campaign, ICICI Bank, Kaya Skin Clinic, Taj Mahal Tea (avec l'acteur indien Saif Ali Khan ), Everyuth Face Wash, Whirlpool Réfrigérateurs (avec les acteurs indiens Ajay Devgan et Kajol ), Spice Mobile, Virgin Mobiles (avec l'acteur indien Ranbir Kapoor ), Close-up, JK White Cement et Tic Tac. Pendant deux ans, Kirti Kulhari est le visage de la marque de beauté Nivea Visage Sparkling Glow. Kirti Kulhari participe également aux clips Hik Vich Jaan dans l'album Desi Rockstar 2 de Gippy Grewal, Junoon du chanteur Abhijeet Sawant et Mitran Di Chatri de Babbu Maan[réf. nécessaire].   
Kirti Kulhari commence sa carrière d'actrice de cinéma avec Khichdi: The Movie qui sort en octobre 2010. Kirti Kulhari est remarquée en tant qu'actrice pour son deuxième film, Shaitan sorti en juin 2011. 
En 2013, elle apparait dans Sooper Se Ooper qui a peu de succès au box office.

### Succès grand public (2016-présent)
En 2016, elle est vue dans Rose avec Taapsee Pannu et Amitabh Bachchan dans laquelle sa performance est saluée. Le film connait un succès commercial et critique. En 2017, elle apparait dans le rôle-titre d'Indu dans le thriller politique de Madhur Bhandarkar, Indu Sarkar . En 2018, elle joue dans Blackmail avec Irfan Khan . 
En 2019, elle tient le rôle d'un officier de l'armée de l'air indienne Seerat Kaur dans le film d'action militaire à succès commercial et critique Uri: The Surgical Strike. La même année, elle est présente également dans la série télévisée Web Four More Shots Please! sur Amazon Prime Video. Elle joue dans Mission Mangal, un film basé sur la mission indienne Mars Orbiter, qui sort le 15 août 2019. 
Kirti Kulhari sera présente dans un thriller de San 75 Pachattar, avec comme partenaire Kay Kay Menon, cet épisode qui a été tourné en 2015 n'est pas encore sorti en 2019.